# Bracon repetekiensis
Bracon repetekiensis är en stekelart som beskrevs av Vladimir Ivanovich Tobias 1967. Bracon repetekiensis ingår i släktet Bracon och familjen bracksteklar. Inga underarter finns listade.